# Figurati se mi piaci!
Figurati se mi piaci! (このおれがおまえなんか好きなわけない?, Kono Ore ga Omae nanka Suki na Wakenai) è un manga shōnen'ai scritto e disegnato da Shigeyoshi Takagi, serializzato nel 2012 sulla rivista giapponese HertZ e successivamente raccolto in un unico volume. Un'edizione in lingua italiana è stata distribuita da Flashbook Edizioni.
L'opera gode dello spin-off Oita ga Sugiruwa Koneko-chan.

## Trama
Taisei Fujima è un liceale che da quando era bambino è stato costantemente viziato e lusingato grazie alla sua incredibile bellezza. La sua appagante e incantevole esperienza scolastica ha solo un'onta: quando andava alle medie Taisei aveva fatto amicizia con un suo compagno, Machi Okachi, con lo scopo di aumentare la propria popolarità, ma Machi lo allontanò palesandogli che non lo considerava un suo amico.

## Pubblicazione
| Nº | Data di prima pubblicazione | Data di prima pubblicazione | Data di prima pubblicazione | Data di prima pubblicazione |
| Nº | Giapponese                  | Giapponese                  | Italiano                    | Italiano                    |
| -- | --------------------------- | --------------------------- | --------------------------- | --------------------------- |
| 1  | 27 febbraio 2013            | ISBN 978-4813030157         | 14 marzo 2016               | ISBN 978-8861695665         |